# Manisa (provinca)
Provinca Manisa  je provinca, ki se nahaja v zahodni Anatoliji v Turčiji. Okoliške province so İzmir na zahodu, Aydın na jugu, Denizli na jugovzhodu, Uşak na vzhodu, Kütahya na severovzhodu in Balıkesir to the north. Središče province je mesto Manisa.

## Okrožja
- Ahmetli
- Akhisar
- Alaşehir
- Demirci
- Gölmarmara
- Gördes
- Kırkağaç
- Köprübaşı
- Kula
- Manisa
- Salihli
- Sarıgöl
- Saruhanlı
- Selendi
- Soma
- Turgutlu

Koordinati:   38°44′58″N, 28°07′22″E